# Gyrophallus
Gyrophallus is een geslacht van wantsen uit de familie van de Miridae (Blindwantsen). Het geslacht werd voor het eerst wetenschappelijk beschreven door Schuh & Schwartz in 2016.

## Soorten
Het genus bevat de volgende soorten:

- Gyrophallus darwinensis Schuh & Schwartz, 2016
- Gyrophallus donggali Schuh & Schwartz, 2016
- Gyrophallus forestii Schuh & Schwartz, 2016
- Gyrophallus karara Schuh & Schwartz, 2016
- Gyrophallus lasseteri Schuh & Schwartz, 2016
- Gyrophallus lochada Schuh & Schwartz, 2016
- Gyrophallus pantonii Schuh & Schwartz, 2016
- Gyrophallus symondsae Schuh & Schwartz, 2016